# Еденкобен
Еденкобен (њем. Edenkoben) град је у њемачкој савезној држави Рајна-Палатинат. Једно је од 74 општинска средишта округа Зидлихе Вајнштрасе. Према процјени из 2010. у граду је живјело 6.636 становника. Посједује регионалну шифру (AGS) 7337020.

## Географски и демографски подаци
Еденкобен се налази у савезној држави Рајна-Палатинат у округу Зидлихе Вајнштрасе. Град се налази на надморској висини од 149 метара. Површина општине износи 17,9 km². У самом граду је, према процјени из 2010. године, живјело 6.636 становника. Просјечна густина становништва износи 371 становника/km².

## Међународна сарадња
| Мјесто       | Држава    | Врста сарадње | Од    |
| ------------ | --------- | ------------- | ----- |
| Етан сир Ару | Француска | партнерство   | 1978. |
| Извор        |           |               |       |